# Izumo no Okuni
Okuni (出雲阿国, Izumo no Okuni, rojena ok. 1578; umrla ok. 1613) je bila japonska svetnica, za katero se domneva, da je izumila gledališko umetniško obliko kabuki. Domneva se, da je začela izvajati svoj novi umetniški slog gledališča "kabuki" (dobesedno »umetnost petja in plesa«) v suhi strugi reke Kamo v Kjotu. Njena skupina je hitro pridobila izjemno priljubljenost in je bila znana po svojih izvajalkah, ki so bile pogosto ženske iz nižjega razreda, ki jih je Okuni zaposlila, da bi igrale v njeni izključno ženski gledališki skupini.
O njenem življenju je znanih le malo konkretnih podrobnosti; Okuni, rojena v bližini province Izumo, je več let delala kot miko (dekla iz svetišča) v Izumo-taiša (velikem svetišču Izumo), dokler ni pridobila priljubljenosti s svojimi dramatiziranimi plesnimi predstavami, ki so jih opazovalci poimenovali kabuki. Okuni je še naprej izvajala kabuki s svojo skupino do svoje upokojitve in izginotja nekje okoli leta 1610. Umrla naj bi nekje okoli leta 1613.

## Življenjepis

### Zgodnja leta
Rojena ok. 1578  je Okuni odraščala v bližini svetišča Izumo, kjer je njen oče Nakamura Sanemon delal kot kovač in kjer je služilo več drugih družinskih članov. Sčasoma se je Okuni pridružila kot miko (svetniška deklica), kjer je bila znana po svoji spretnosti v plesu in igranju, pa tudi po svoji lepoti. Ker je bila navada tistega časa pošiljati duhovnike, miko in druge, da bi zbirali prispevke za svetišče, so jo poslali v Kjoto, da je izvajala svete plese in pesmi.
Med svojimi nastopi v Kjotu je postala znana tudi po svojih predstavah nembucu odori (ali plesa nembucu) v čast Amida Bude, glavnega Buda budizma čiste dežele. Čeprav ta ples izvira iz Kūje, evangelista budizma čiste dežele iz 10. stoletja, je do Okunijinega časa postal pretežno posveten ljudski ples, njena posebna prilagoditev pa je bila znana po svoji očarljivosti in spolnih namigovanjih. Druge priljubljene teme za Okunijina dejanja so vključevale šaljive skeče o srečanjih ljubimcev v različnih javnih ustanovah in srečanjih med moškimi in prostitutkami. Med temi in drugimi plesi in dejanji je pritegnila veliko pozornosti in začela privabljati velike množice, kjer koli je nastopala. Sčasoma so jo poklicali, naj se vrne v svetišče, klic pa je prezrla, čeprav je še naprej pošiljala tja denar.

### Ustanovitev kabukija
Okrog leta 1603 je Okuni začela nastopati na suhi strugi Šijōgavara (suha struga četrte ulice) reke Kamo  in v svetišču Kitano. Okuni je nastopala tudi za dame cesarskega dvora. Ko je zbrala izobčenke in neprilagojene ženske v regiji, zlasti tiste, ki so se ukvarjale s prostitucijo, jih je Okuni usmerjala, jih učila igralskih, plesnih in pevskih veščin, da bi oblikovala svojo skupino.
Obstaja več teorij o etimologiji besede kabuki, ena pravi, da izhaja iz tistih, ki so bili nenavadno oblečeni in bahavi na ulici, poimenovani kabukimono (iz kabuku, nagniti se v določeno smer in mono, ljudje). Drug možen izvor je katamuki, kar pomeni »poševno« ali »močno nagnjeno«. V obeh primerih so drugi nastope Okunijine skupine označili za kabuki zaradi njihove ekscentričnosti in družabne drznosti. Najzgodnejše izvedbe kabukija so bile ples in pesem brez pomembnega zapleta, pogosto zaničevane kot pretirano spolne in kakofonične, a enako hvaljene kot barvite in lepe.
Okunijina skupina je bila izključno ženska. Tako je od svojih igralk zahtevala, da igrajo tako moške kot ženske vloge. Ko je njena skupina pridobila slavo, so jo posnemali številni drugi, zlasti bordeli, ki so ponujali takšne predstave za zabavo premožnih strank, pa tudi za pridobitev prostitutk, ki so imele tržno vredne igralske in pevske sposobnosti. Ta novi slog izključno ženskih skupin je postal znan pod alternativnimi imeni šibai in onakabuki  (iz onna, japonske besede za »žensko« ali »dekle«) in Okuni kabuki. 

### Pozna leta
Ena izmed Okunijinih najbolj priljubljenih predstav je predstavljala romantični lik Nagoje Sansabura, resničnega samuraja, ki je umrl leta 1603. Na odru je Okunijin čudovit glas zvabil Sansaburōjevega duha nazaj v svet živih, da je zaplesal z njo. Kljub zgodovinskim špekulacijam o morebitnih povezavah med Okunijevo in Sansaburō ostaja negotovo ali sta bila par kdaj ljubimca v času njegovega življenja ali pa ga je preprosto vključila v svoje pripovedovanje.
Okunijeva se je upokojila okoli leta 1610 in po tem času je izginila. Leta 1629 je šogun Tokugava Iemicu zaradi protesta po moralni reformi in zaskrbljenosti zaradi prepirov med moškimi, ki so poskušali pridobiti pozornost igralk, ženskam prepovedal nastopanje v kabukiju. Hitro so jih zamenjali mladi moški kot igralci in »igralke«, čeprav je bilo tudi to kmalu prepovedano zaradi nekaterih istih vprašanj prostitucije in kvarjenja morale, pri čemer so predstave omejili na tiste starejše moške, kar je ustaljena praksa v uradna gledališča še danes.
Obstaja več nasprotujočih si teorij o letu Okunijine smrti; nekateri pravijo, da je umrla leta 1610, drugi leta 1613 ali leta 1640.

## Kulturni vpliv in zapuščina
Poleg tega, da je ustanovila kabuki, je Okunijeva prispevala k japonskemu gledališču kot celoti. Uvedla naj bi predhodnico hanamiči (pot rož), steze, ki vodi od zadnjega dela gledališča in prečka med občinstvom in odrom. To je bilo vključeno v več japonskih gledaliških umetnosti poleg kabukija. Poleg tega je vplivala tudi na sodobno glasbeno gledališče.
Arijoši Savako je v poznih 1960-ih objavila svoj roman Izumo no Okuni, v katerem je oblikovala izmišljeno biografijo plesalke. Zgodba je bila prvič natisnjena v nadaljevanki v reviji Fudžin Kōron od leta 1967 do 1969.
Spominski kip Izumo no Okuni stoji v Kjotu ob reki Kamo, nedaleč od gledališča Minami-za kabuki.